# Řetová
Řetová település Csehországban, az Ústí nad Orlicí-i járásban. Řetová Sloupnice, Dlouhá Třebová, Přívrat, Řetůvka és Ústí nad Orlicí településekkel határos. Lakosainak száma 707 fő (2024. január 1.).

## Népesség
A település lakosságának változását az alábbi diagram mutatja:
| Lakosok száma | 1220 | 1129 | 1084 | 836  | 734  | 678  | 677  | 698  | 649  | 707  |
|               | 1869 | 1900 | 1921 | 1961 | 1980 | 2011 | 2016 | 2019 | 2021 | 2024 |